# Mariä-Entschlafens-Kathedrale (Tula)

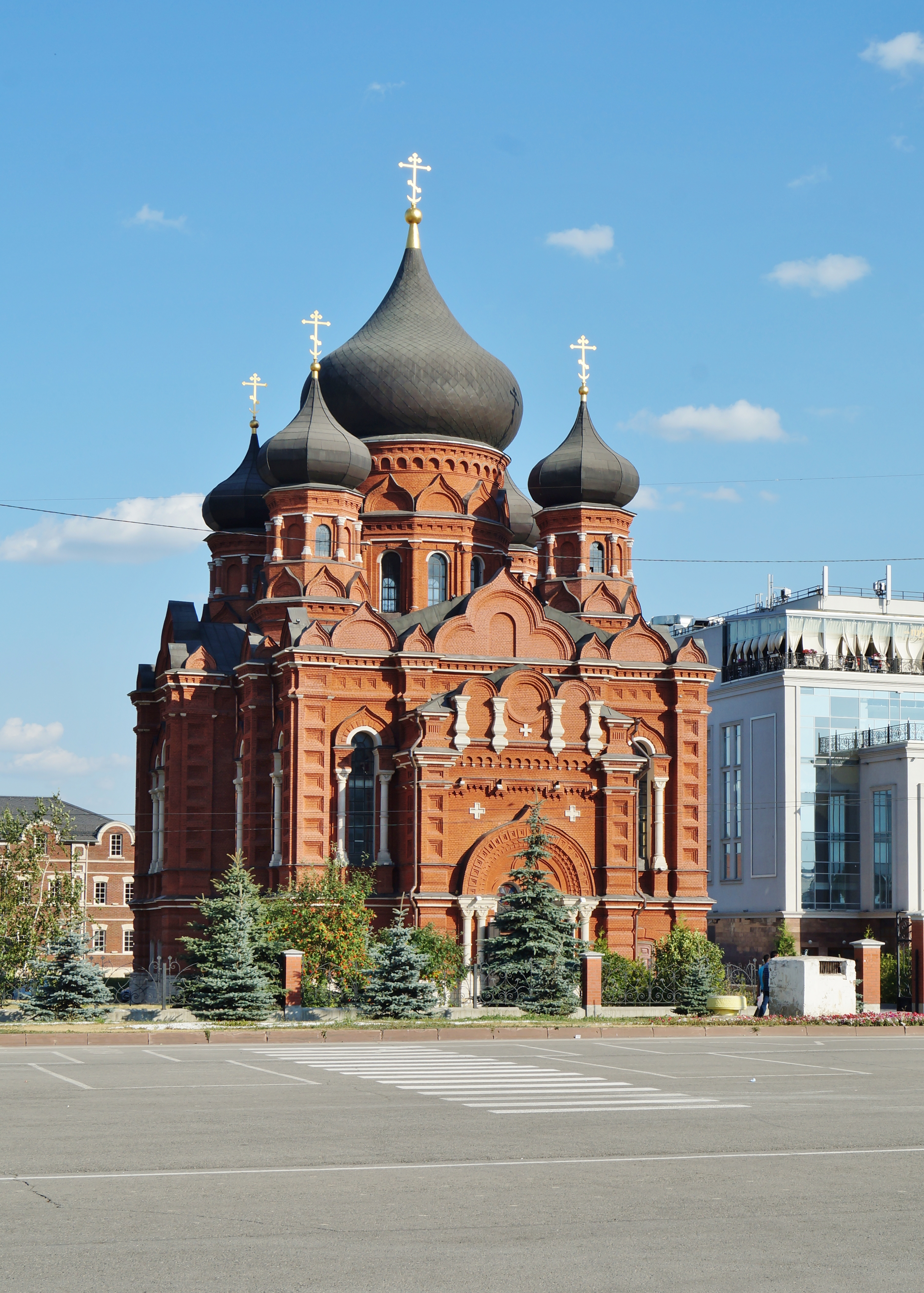
Die Mariä-Entschlafens-Kathedrale in Tula

Die Mariä-Entschlafens-Kathedrale (russisch Успенский кафедральный собор) ist eine russisch-orthodoxe Kathedrale in der Stadt Tula in Russland. Erbaut wurde sie von 1898 bis 1902. Sie befindet sich in der Nähe des Tulaer Kreml im ehemaligen Uspenski-Kloster.

## Geschichte
An der Stelle der heutigen Mariä-Entschlafens-Kathedrale wurde im 18. Jahrhundert ein Kloster mit einer steinernen Kirche errichtet. Von 1791 bis 1792 wurde diese durch eine neue Kirche ersetzt, die schließlich 1898 für den Bau einer größeren Mariä-Entschlafens-Kathedrale abgerissen wurde.
Nach etwa vier Jahren Bauzeit war die neue Kathedrale am 24. Oktober 1902 vollendet. 1909 wurde das Kirchengebäude innen und teilweise außen bemalt. Diese Bemalungen ähnelten denen an der Wladimirkathedrale in Kiew.
In den 1930er Jahren wurde die Kathedrale von den Bolschewiki geschlossen und das Kloster wurde aufgelöst. Sie versuchten die Kathedrale zu zerstören, was jedoch misslang. Schließlich wurde im Gebäude eine Zweigstelle des Stadtarchivs eingerichtet, die bis 2005 existierte.
In den späten 1980ern wurde die Mariä-Entschlafens-Kathedrale renoviert. Am 8. September 2006 öffnete man die Kathedrale wieder für den Gottesdienst.
Während der Restaurierung der Kathedrale wurden Gelder für ihre Restaurierung von Wladimir Grusdew, dem ehemaligen Gouverneur der Region, gespendet. 2012 überwies er 6 Millionen Rubel für die Restaurierung des Glockenturms.